# Campionati europei di maratona canoa/kayak 2013
I Campionati europei di maratona canoa/kayak 2013 sono stati la 10ª edizione della competizione continentale. Si sono svolti a Vila Verde, in Portogallo. dal 6 al 9 giugno 2013.

## Medagliere
| Pos.   | Paese         | Oro | Argento | Bronzo | Totale |
| ------ | ------------- | --- | ------- | ------ | ------ |
| 1      | Spagna        | 4   | 2       | 1      | 7      |
| 2      | Ungheria      | 1   | 1       | 4      | 6      |
| 3      | Gran Bretagna | 1   | 0       | 0      | 1      |
| 4      | Rep. Ceca     | 0   | 2       | 0      | 2      |
| 5      | Portogallo    | 0   | 1       | 0      | 1      |
| 6      | Germania      | 0   | 0       | 1      | 1      |
| Totale | Totale        | 6   | 6       | 6      | 18     |

## Podi

### Uomini
| Evento    | Oro                                    | Perform. | Argento                              | Perform  | Bronzo                             | Perform. |
| Canoa C-1 | Manuel Antonio Campos                  | 2h03'33" | Manuel Garrido                       | 2h04'46" | Matthias Ebhardt                   | 2h06'20" |
| Canoa C-2 | Spagna Óscar Graña Ramón Ferro         | 1h55'02" | Ungheria Márton Kövér Attila Györe   | 1h55'09" | Spagna Alan Avila Carlos Vega      | 1h55'47" |
| Kayak K-1 | Iván Alonso Lage                       | 2h11'37" | José Ramalho                         | 2h11'40" | Mate Petrovics                     | 2h11'46" |
| Kayak K-2 | Spagna Emilio Merchán Iván Alonso Lage | 2h02'28" | Rep. Ceca Jakub Adam Michael Odvárko | 2h02'38" | Ungheria Adrián Boros László Solti | 2h02'41" |

### Donne
| Evento    | Oro                                      | Punti    | Argento                             | Punti    | Bronzo                               | Punti    |
| Kayak K-1 | Alexandra Bara                           | 2h05'41" | Lenka Hrochova                      | 2h05'43" | Edina Csernák                        | 2h06'05" |
| Kayak K-2 | Gran Bretagna Lizzie Broughton Fay Lamph | 1h57'28" | Spagna Nuria Villacé Raquel Carbajo | 1h57'49" | Ungheria Alexandra Bara Kiszli Vanda | 1h58'10" |